# Lill-Hötjärnen
Lill-Hötjärnen är en sjö i Piteå kommun i Norrbotten och ingår i Lillpiteälvens huvudavrinningsområde.